# Aramäische Flagge

Offiziell angenommen: 1980

Die Aramäische Flagge (Aramäisch: ܐܬܐ ܣܘܪܝܝܬܐ ܐܪܡܝܬܐ) wurde 1980 von der aramäischen Zeitschrift Bahro Suryoyo neu entworfen und gilt als Nationalflagge des aramäischen Volkes. Die Aramäische Flagge hat keinen offiziellen Namen, sie wird unter den Aramäern einfach nur Otho oder Otho Suryoyto genannt.

## Beschreibung und Bedeutung
Die Aramäische Flagge ist eine rote Flagge mit einem gelben, fackelköpfigen Adler in der Mitte.
Der Flaggenentwurf basiert auf dem Relief des aramäischen Königs Gabara aus dem 9. Jh. vor Christus. Das alte Relief stellt zwei Stiermänner dar, die eine geflügelte Sonnenscheibe tragen, die André Dupont Sommer bei Tell Halaf im ehemaligen aramäischen Königreich Bit-Bahiani ausgegraben hat. Im antiken Relief stellte der Kopf des geflügelten Adlers die Sonne dar, die sich für viele Völker zum Sonnengott wandelte. 

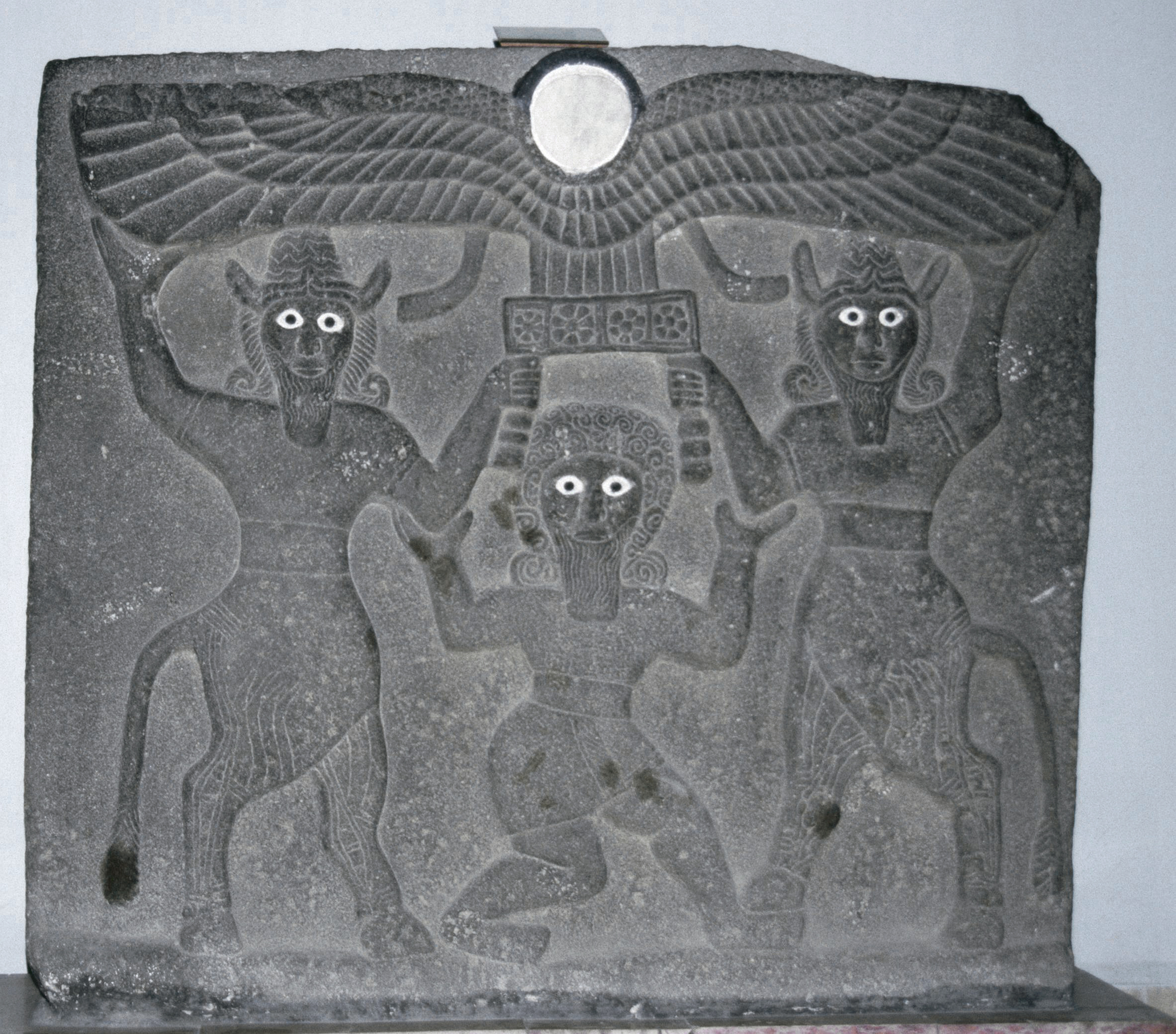
Relief von Tell Halaf

Diese Sonne ersetzen die Christen gewordenen Aramäer durch eine christliche Fackel. Die Fackel symbolisiert die christliche Gottheit (v. a. den heiligen Geist). Die vier Sterne stehen für die vier Flüsse Euphrat, Tigris, Gihon und Pischon, die im Paradies entspringen. Der rote Hintergrund wurde wegen des Blutes ausgewählt, das die Aramäer während der verschiedenen Pogrome und Völkermorde vergossen haben. Die gelbe Farbe stellt die Hoffnung dar, einen neuen eigenen Staat zu bekommen.

## Weitere Varianten

Moderne Version, benutzt von aramäischen Organisationen wie dem Weltverband
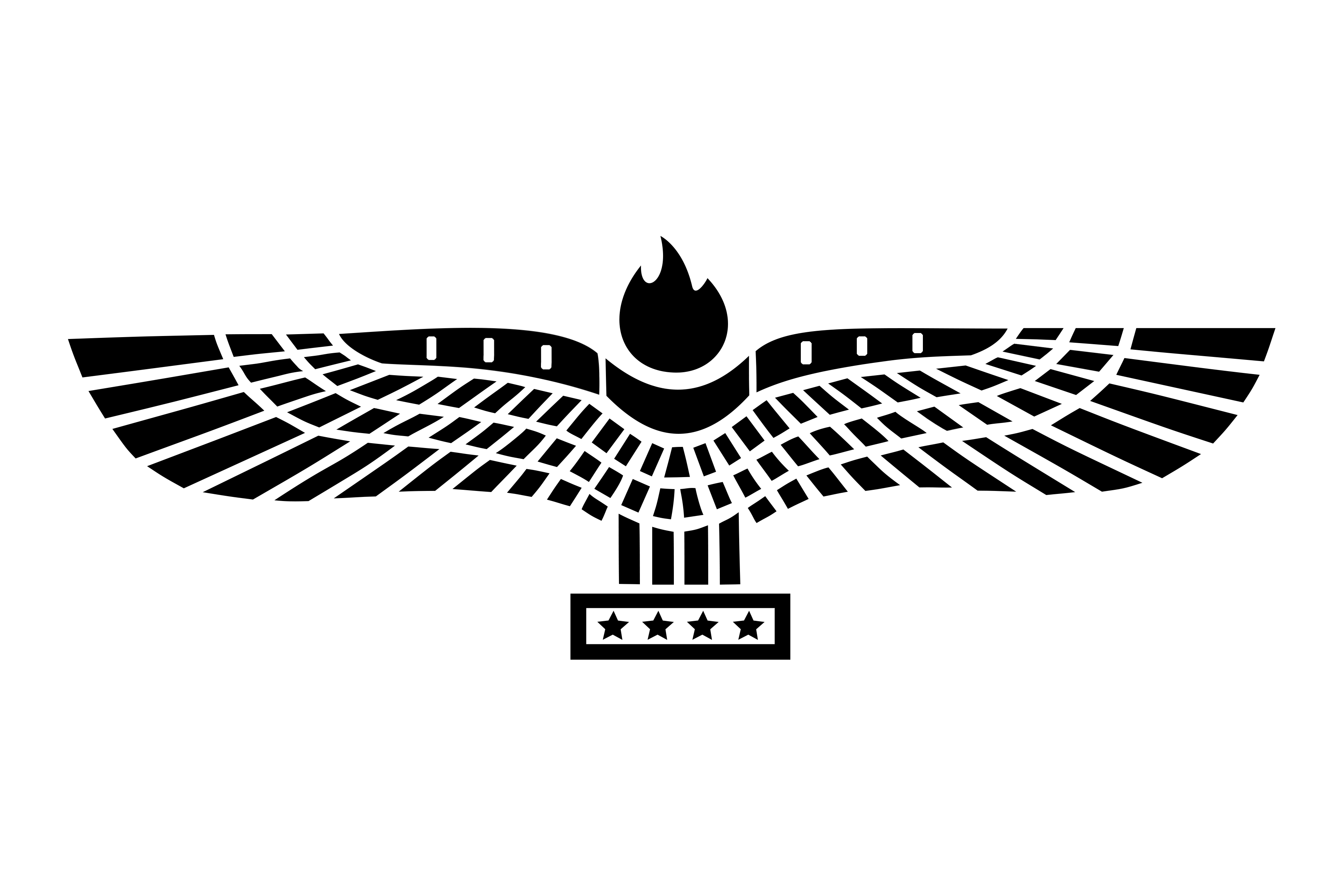
Transparente Version
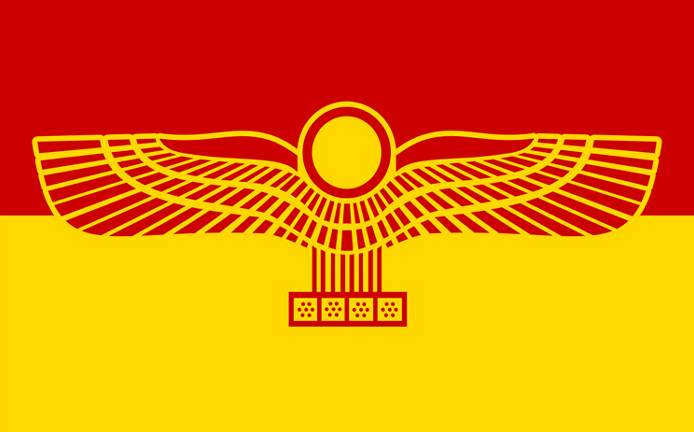
Von der Aramean Democratic Organisation benutzte Variante
Modell der antiken Tell-Halaf-Flagge